# Solinky
Sídliště Solinky v Žilině je postavené jižně od centra a přirozeně navazuje na sídliště Hliny VI a obytnou část Bôrik. Solinky jsou jednou z městských částí Žiliny.

## Historie
S výstavbou třetího žilinského sídliště začalo v roce 1981 a byla ukončena v roce 1988. Jako první byly v roce 1981 postaveny obytné domy na Javorové a Kaštanové ulici. Poslední byly postaveny obytné domy na Osikové ulici. Další výstavba dvou obytných domů s víceúčelovým využitím pro obchodní prostory a poštu pokračovala v 90. letech.

## Současnost

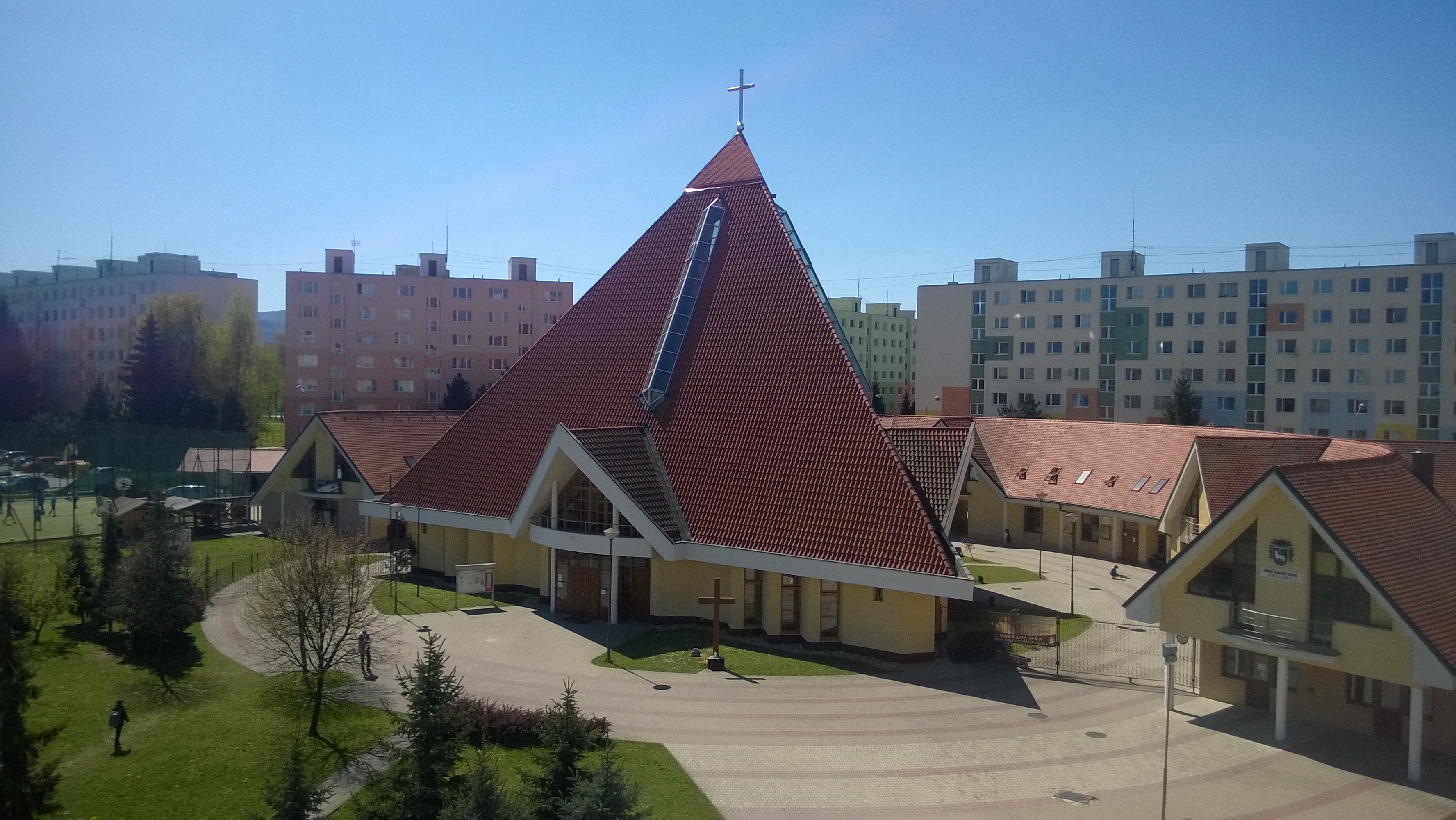
Římskokatolická farnost Dobrého pastýře

Je zde postavených asi 4 310 bytů a bydlí zde přibližně 13 000 obyvatel.[zdroj?] Na sídlišti jsou tři základní školy, mateřské školy, pošta, garáže, obchody a čerpací stanice. Při sídlišti je postaveno Velkoobchodní centrum Metro, Living centrum a prodejna a servis automobilů Peugeot. Před koncem roku 2007 (8. prosince) bylo při sídlišti otevřeno Zábavně obchodní centrum MAX Žilina, jehož součástí je velké množství obchodů i pětisálové kino Cinemax. Od roku 1990 rozestavěný objekt nazývaný „strašidelný hrad“ byl v prosinci 2015 dostavěn a na sídlišti přibyla prodejna potravin BILLA.
Na sídlišti stojí samostatná farnost Dobrého pastýře, kterou zřídil 1. července 1997 nitranský diecézní biskup Ján Chryzostom kardinál Korec. Uprostřed sídliště byl postaven Kostel Dobrého pastýře, který byl slavnostně posvěcen 8. května 1999 diecézním biskupem. Názvy ulic na sídlišti jsou zvoleny podle stromů: Kaštanová, Smrková, Jasanová, Javorová, Borová, Osiková, Limbová, Platanová a Dubová. Další ulice, které patří do městské části jsou: Kopanice, Centrální, Obvodová, Pod hliniskom, Prielohy, Ulice Josefa Tombora, Ulice Michala Sinského, Zábrehy a Zadní dielec. Nedaleko sídliště se nachází Lesopark Chrasť. Sídliště Solinky je obsluhováno trolejbusovou dopravou a je napojeno na trolejbusovou síť ze tří různých směrů (zastávky: Jasanová, Centrální, Limbová a Smrková). Od roku 2004 je dopravně propojeno i se sídlištěm Vlčince.